# 穆尔桑
穆尔桑（Mursan），是印度北方邦Hathras县的一个城镇。总人口11550（2001年）。

## 人口
该地2001年总人口11550人，其中男性6213人，女性5337人；0—6岁人口1947人，其中男1037人，女910人；识字率56.71%，其中男性为65.59%，女性为46.37%。